# Петровка (Красногвардейский район)
Петро́вка (укр. Петрівка, крымскотат. Petrovka, Петровка) — село в Красногвардейском районе Республики Крым, центр Петровского сельского поселения (согласно административно-территориальному делению Украины — Петровского сельского совета Автономной Республики Крым).

## Население
| 2001 | 2014  | 2021  |
| ---- | ----- | ----- |
| 6732 | ↘6714 | ↘6389 |

### Динамика численности населения
| - 1915 год — 27/167 чел. - 1925 год — 193 чел. - 1926 год — 66 чел. - 1940 год — 809 чел. | - 1974 год — 4524 чел. - 2001 год — 6732 чел. - 2014 год — 6714 чел. |

Всеукраинская перепись 2001 года показала следующее распределение по носителям языка
| Язык             | Процент |
| ---------------- | ------- |
| русский          | 84.6    |
| украинский       | 10.31   |
| крымскотатарский | 4.23    |
| другие           | 0.19    |

## Современное состояние
На 2017 год в Петровке числится 16 улиц, 4 переулка, 3 квартала и территория Промышленная зона; на 2009 год, по данным сельсовета, село занимало площадь 341 гектара на которой проживало более 6,7 тысячи человек. В селе действуют 2 средние общеобразовательные школы, детские сады «Красная шапочка» и «Колосок-1», сельский дом культуры, библиотека, детская школа искусств, отделение Почты России, спортивный комплекс с бассейном, храм Казанской иконы Божией Матери. В селе работает ООО «Дружба Народов», АО «Крымская Фруктовая Компания». Петровка связана автобусным сообщением с райцентром и соседними населёнными пунктами.

## География
Петровка — село в степном Крыму, в центре района, высота центра села над уровнем моря — 37 м. Фактически, примыкает (через железную дорогу) с запада к райцентру. Транспортное сообщение осуществляется по региональной автодороге 35Н-171 Джанкой — Гвардейское (по украинской классификации — С-0-10447).

## История
В книге «Історія міст і сіл Української РСР» (том 26, Крымская область) утверждается, что Петровка возникла во второй половине XIX века, как посёлок железнодорожных рабочих, известно, что вначале селение называлось Отар-Петровка. Впервые в статистических справочниках встречается в «…Памятной книжке Таврической губернии на 1900 год», согласно которой в Отар-Петровке числилось 50 жителей в 8 дворах. По Статистическому справочнику Таврической губернии. Ч.II-я. Статистический очерк, выпуск пятый Перекопский уезд, 1915 год, в посёлке Оттар-Петровка (П. П. Шредера при станции Курман-Кемельчи) Тотанайской волости Перекопского уезда числилось 18 дворов (все дворы безземельные) со смешанным населением в количестве 27 человек приписных жителей и 167 «посторонних», из которых 101 мужчина и 93 женщины. Жители землёй не владели, но за селением числилось 1700 десятин земли. В хозяйствах имелось 40 лошадей, 20 волов, 60 коров и 2 головы мелкого скота.
После установления в Крыму Советской власти и учреждения 18 октября 1921 года Крымской АССР, в составе Джанкойского уезда был образован Курманский район, в состав которого включили село. В 1922 году уезды получили название округов. 11 октября 1923 года, согласно постановлению ВЦИК, в административное деление Крымской АССР были внесены изменения, в результате которых был ликвидирован Курманский район и село включили в состав Джанкойского. В 1925 году Петровка имела 35 дворов и 193 жителя. Согласно Списку населённых пунктов Крымской АССР по Всесоюзной переписи 17 декабря 1926 года, в селе Петровка, Кодагайского (Кадыкойского) сельсовета Джанкойского района, числилось 18 дворов, все крестьянские, население составляло 66 человек, из них 5 русских, 60 украинцев, 1 белорус, действовала русская школа. В марте 1929 года в селе создан колхоз, который в 1931 году объединён с колхозом села Кият, в 1940 году в селе проживало 809 человек. Постановлением Президиума КрымЦИКа «Об образовании новой административной территориальной сети Крымской АССР» от 26 января 1935 года был создан немецкий национальный (лишённый статуса национального постановлением Оргбюро ЦК КПСС от 20 февраля 1939 года) Тельманский район (с 14 декабря 1944 года — Красногвардейский) и село включили в его состав и село включили в его состав.

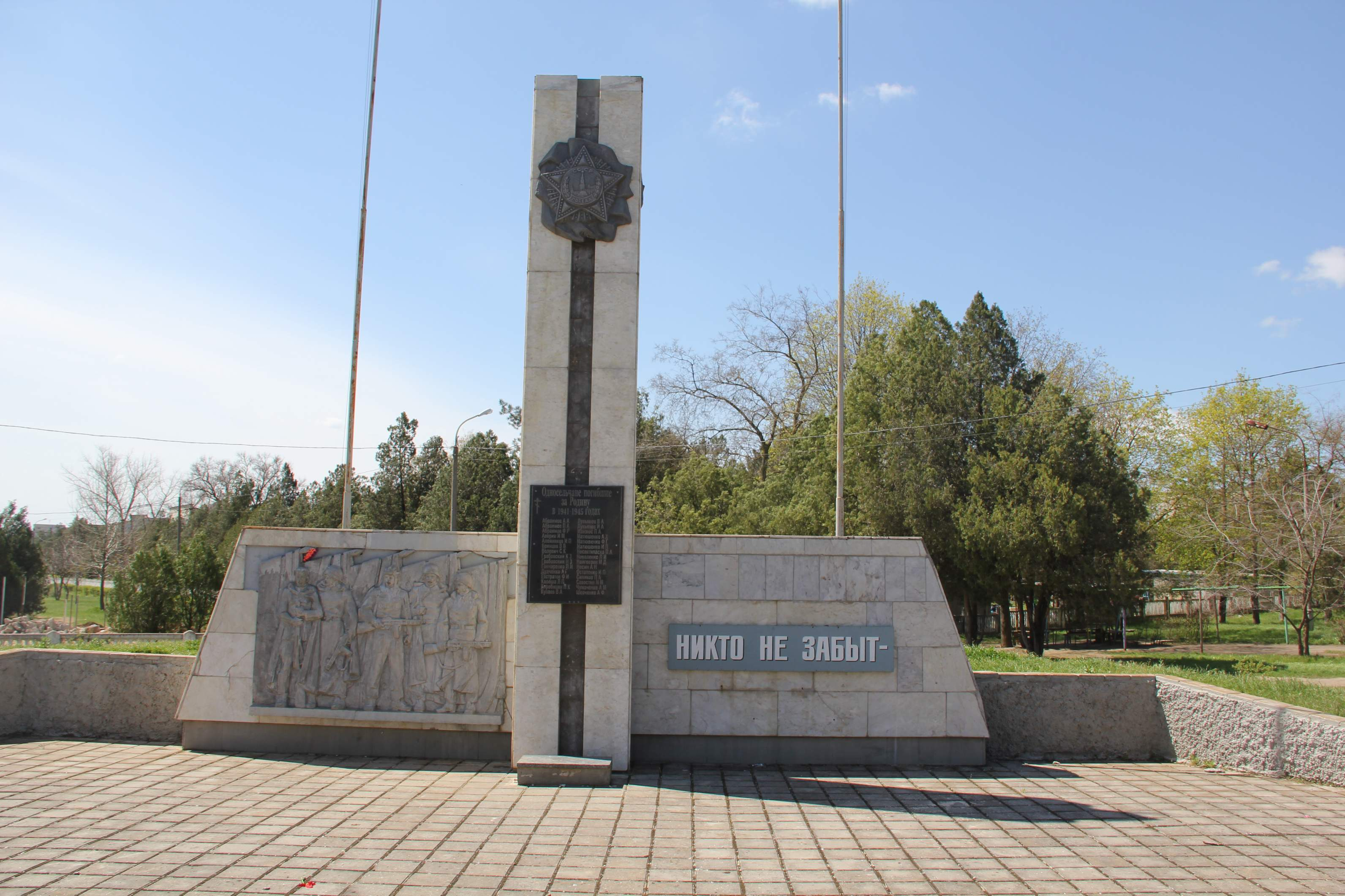
Памятный знак в честь воинов-односельчан, открыт 9 мая 1985 года

После освобождения Крыма от фашистов, 12 августа 1944 года было принято постановление № ГОКО-6372с «О переселении колхозников в районы Крыма» по которому в район из областей Украины и России переселялись семьи колхозников, а в начале 1950-х годов последовала вторая волна переселенцев из различных областей Украины. С 25 июня 1946 года Петровка в составе Крымской области РСФСР. При этом что безымянному населённому пункту западнее поселка Красногвардейское указом Президиума Верховного Совета РСФСР от 18 мая 1948 года присвоено название Петровка. В 1950 году 9 колхозов объединили в колхоз «Дружба народов». 26 апреля 1954 года Крымская область была передана из состава РСФСР в состав УССР, в тот же год Петровка стала центром сельсовета. На 1974 год в Петровке числилось 4524 жителя. С 12 февраля 1991 года село в восстановленной Крымской АССР, 26 февраля 1992 года переименованной в Автономную Республику Крым. С 21 марта 2014 года — в составе Республики Крым, под оккупацией Российской Федерации..

### Известные жители
- Егудин, Илья Абрамович — председатель колхоза «Дружба народов», Герой Социалистического Труда;
- Лопатина Зоя Яковлевна — доярка колхоза «Дружба народов», Герой Социалистического Труда;
- Матвеев В. Г. — главный инженер колхоза «Дружба народов», Герой Социалистического Труда[12].